# Melese costimacula
Melese costimacula là một loài bướm đêm thuộc phân họ Arctiinae, họ Erebidae.